# Eugeni de Beauharnais
Eugeni de Beauharnais, duc de Leuchtenberg (París, 1781 - Múnic, 1824). Fill adoptiu de l'emperador Napoleó Bonaparte, fou nomenat pel seu pare adoptiu membre de la família imperial amb el tractament d'altesa imperial però no hereu al tron francès.
Nascut a París el dia 3 de setembre de 1781 essent fill del vescomte Alexandre de Beauharnais i de Josefina Tascher de la Pagerie i germà d'Hortense de Beauharnais, reina d'Holanda.
El vescomte de Beauharnais fou executat en el marc del Gran Terror del període revolucionari francès. Arran d'aquest fet i a conseqüència de l'amistat que unia els vescomtes de Beauharnais i el jove general Napoleó Bonaparte, aquest l'adoptà i en fou el seu mentor.
Eugeni es casà l'any 1806 a Múnic amb la princesa Augusta de Baviera, filla del rei Maximilià I Josep de Baviera i de la landgravina Maria Guillermina de Hessen-Darmstadt. La parella tingué cinc fills:
- SAR la princesa Josepa de Leuchtenberg, nada a Milà el 1807 i morta a Estocolm el 1876. Es casà amb el rei Òscar I de Suècia.

- SAR la princesa Eugènia de Leuchtenberg, nada a Milà el 1808 i morta a Hechingen el 1847. Es casà amb el príncep Frederic de Hohenzollern-Hechingen.

- SAR el príncep August de Leuchtenberg, nat a Milà el 1808 i mort a Lisboa el 1835. Es casà amb la reina Maria II de Portugal.

- SAR la princesa Amàlia de Leuchtenberg, nada a Milà el 1812 i morta a Lisboa el 1873. Es casà amb el rei Pere IV de Portugal.

- SAR la princesa Teodora de Leuchtenberg, nada a Múnic el 1814 i morta a Stuttgart el 1857. Es casà amb el duc Guillem d'Urach.

- SAR la princesa Carolina de Leuchtenberg, nada i morta a Múnic el 1816.

- SAR el príncep Maximilià de Leuchtenberg, príncep Romanovsky, nat a Múnic el 1817 i mort a Sant Petersburg el 1852. Es casà amb la gran duquessa Maria de Rússia.

La primera campanya en què participà Eugeni de Beauharnais fou la dedicada a reprimir unes revoltes internes originades al departament atlàntic de la Vendée. Aviat, però, la influència de la seva mare li permeté tornà a París.
A les campanyes italianes de 1796 - 1797 hi fou enviat com ajuda de camp del seu pare adoptiu, el general Napoleó Bonaparte, posteriorment també l'acompanyà en la Campanya d'Egipte, essent ferit al Setge d'Acre de 1799.
A la tardor de 1799 tornà a París ajudant a la reconciliació marital entre el seu pare adoptiu i la seva mare, Josefina de Beauharnais. Quan el general Bonaparte fou elevat a la categoria de cònsol, Eugeni esdevingué capità en la guàrdia personal de Bonaparte. Poc temps després d'aquest ascens prengué part a la batalla de Marengo de 1800.
Durant les guerres de la Primera Coalició, Eugeni comandà l'exèrcit francès a Itàlia amb el consell del general MacDonald. Lluità i perdé a la batalla de Sacile davant de l'arxiduc Joan d'Àustria. Malgrat aquesta derrota, la posterior victòria militar en contra dels austríacs a la batalla de Raab feu que el balanç de Beauharnais fos positiu.
L'any 1804 amb la proclamació de l'imperi per part de Bonaparte fou inscrit com a membre de la família imperial amb el tractament d'altesa imperial atorgant-li el títol de príncep de França. El 5 de juny de 1805 fou nomenat virrei d'Itàlia.
El dia 12 de gener de 1806 fou adoptat oficialment per l'Emperador malgrat que fou exclòs per llei de la successió dinàstica. Tot i això, se li concedí la successió al reialme d'Itàlia en el cas que no hi hagués un segon fill mascle en la descendència directa de Napoleó Bonaparte. Així, el mes de desembre de 1806 se li concedí el títol de Príncep de Venècia que fou instituït per decret el dia 30 de març de 1806 després que la República de Venècia fos unida a la Itàlia napoleònica.
Napoleó també el feu hereu del Gran Ducat de Frankfurt l'any 1810 com a successor de l'arquebisbe Carles Teodor von Dalberg. Ara bé, aquesta posició fou més teòrica que res, ja que l'arquebisbe de Frankfurt abdicà amb l'entrada dels aliats a la ciutat. El gran duc de Frankfurt ocupava la primera posició en el si de la Confederació del Rin.
Després de la derrota militar francesa a la batalla d'Aspern-Essling de juny de 1809 feu que Napoleó Bonaparte ordenés a l'exèrcit italià dirigir-se cap a Àustria i establir-se a l'illa de Lobau. Pocs dies després de la seva arribada a aquesta illa danubiana, les tropes de Beauharnais entraren en combat en contra dels austríacs a la batalla de Wagram, l'èxit militar francès fou inapel·lable i deixà en una posició paupèrrima l'Imperi austríac.
A partir de Wagram, juliol de 1809, Beauharnais ja no s'apartà del costat de Bonaparte. Així, el seguí en les seves campanyes contra Prússia i a la campanya de Rússia. Així, l'exèrcit italià de Beauharnais participà en la batalla de Borodino, la batalla de Maloyaroslavets i a la batalla del Berézina.
Beauharnais dirigí la retirada de l'exèrcit francès de Rússia conduint-lo fins a Alemanya. Així, el 1813 es posà al capdavant de l'exèrcit francès a la batalla de Lützen on organitzà la defensa en contra de les tropes austríaques.
Amb la caiguda de Napoleó Bonaparte, Beauharnais es refugià a Múnic sota la protecció del seu sogre, el rei Maximilià I Josep de Baviera. L'any 1817, Maximilià I Josep li concedí el Ducat de Leuchtenberg i l'administració del Principat d'Eichstätt.
Eugeni de Beauharnais morí el dia 21 de febrer de 1824 a la ciutat de Múnic a l'edat de 43 anys.